# Jules Levallois
Ne doit pas être confondu avec Jules Levallois (géologue).
Pour les personnes ayant le même patronyme, voir Levallois.
Jules Prosper Levallois, né le 10 mai 1829 à Rouen et mort le 14 septembre 1903 à Pontaubault, est un homme de lettres français, secrétaire de Sainte-Beuve de 1855 à 1859. 

## Biographie
Fils d’un des plus brillants avocats du barreau de Rouen, Jules Levallois a fait ses études, comme boursier, au Collège royal de Rouen, où il a eu pour condisciples toute une pléiade de jeunes Normands qui se sont tous fait un nom. Lui-même, dans ses Mémoires d’un Critique, a raconté ses années d’enfance et rappelé avec intérêt ses camarades rouennais : le romancier Hector Malot, l’archéologue Léon Heuzey, le physiologiste Henri Beaunis, l’anatomiste Georges Pouchet, le critique Ernest Chesneau, le géographe Périgot, le poète Eugène Mordret, l’avocat républicain Eugène Manchon, qui lui a fait connaître, au Tôt, le journaliste et écrivain Eugène Noël, pour lequel Jules Levallois conservera, toute sa vie, une longue et profonde amitié.
Venu à Paris en 1847 comme étudiant, Levallois est un auditeur assidu des grands cours de la Sorbonne, où il suit les dernières conférences de Michelet, après avoir été mêlé aux derniers cénacles des derniers bohèmes romantiques : Gérard de Nerval et Privat d’Anglemont. Au début des années 1850, il participe à l'équipe des rédacteurs du Dictionnaire universel de Maurice Lachâtre, côtoyant Alfred Delvau, Marc Trapadoux, Melvil-Bloncourt, Antonio Watripon, des amis de Baudelaire, Nerval, Privat d'Anglemont.
Il entre ensuite, grâce à Sainte-Beuve qui voulait lui assurer des revenus plus décents, dans la vie littéraire en écrivant divers articles d’archéologie parisienne au Moniteur universel de Buloz. En 1855, il succède, à 26 ans, aux poètes Auguste Lacaussade et Octave Lacroix, comme secrétaire de Sainte-Beuve. au poste de secrétaire, où il aide Sainte-Beuve de tout son talent d’érudit, surtout pour son Histoire de Port-Royal. Il a livré des pages pleines d’intérêt sur cette vie chez cet écrivain, sur ses secrétaires, entre autres sur l’étrange Louis Nicolardot.
En 1859, il quitte Sainte-Beuve pour entrer à l'Opinion nationale, qui a succédé à la Tresse, sous la direction d’un autre Normand, Adolphe Guéroult. Pendant treize ans, aux côtés de son ami Eugène Noël, qui y publie ses Lettres rustiques, il y rédige avec un talent et une sûreté de jugement fort appréciés la Quinzaine littéraire, articles qu’il a recueillis en deux volumes : la Critique militante et la Piété au XIXe siècle. Toujours comme critique littéraire, il collabora ensuite à l'Avenir national de Peyrat, au XIXe siècle d’Edmond About et de Fouquier, à la Revue européenne, et surtout à la Revue bleue, où il a donné de fort intéressants articles.
D’un esprit vaste et souple, très averti et très judicieux, charmant, fin lettré, écrivain disert, causeur agréable, cachant, sous un aspect doux et timide, sous une apparence frêle et délicate, un caractère très ferme, très libéral et très droit, Levallois aimait à parcourir avec indépendance tout le domaine des lettres, passant des études littéraires aux études sociales et traitant avec variété les sujets les plus divers. C’est ainsi qu’entre autres ouvrages il a publié tour à tour, en des genres absolument opposés, Déisme et Christianisme, les Contemporains chantés par eux-mêmes, la Petite Bourgeoisie, la Politique du bon sens, les Mémoires d’une forêt, puis son Sainte-Beuve et Jean-Jacques Rousseau, dont il était un grand admirateur, et qui reste une de ses œuvres maîtresses, avec l’Année d’un ermite, assez bizarrement intitulée.
Il revenait souvent à ses chères études d’art, ainsi qu’à son très ancien ami Alfred Dumesnil, en fréquente correspondance avec lui. De là ses ouvrages sur les Maîtres italiens en Italie, la Vieille France, Autour de Paris, dont l’un fut couronné par l’Académie française. Cette même distinction accueillit son Corneille inconnu, travail original publié en 1878, qui augmentait la gloire de ce dramaturge en faisant mieux connaître et apprécier son génie au point de vue politique et historique.
Nul mieux que lui n’a connu, les hommes de 1848 et du Second Empire : il avait tout de suite à la bouche l’anecdote, le mot caractéristique qui suffisait à peindre un personnage. Aussi un de ses meilleurs ouvrages est-il ses Mémoires d’un critique, où il a résumé de façon sincère et attachante, avec son tour d’esprit particulier, tous ses souvenirs sur les littérateurs qu’il a fréquenté, Michelet, Baudelaire, Sainte-Beuve, Barbey d’Aurevilly, les Goncourt, George Sand, Victor Hugo, Gustave Flaubert, qui nourrissaient la plus vive estime pour cet écrivain probe et sincère. Trois hommes tenaient surtout une grande place dans ses souvenirs du critique : Sainte-Beuve, Michelet et Edgar Quinet. La politique, plus encore que la rivalité littéraire, ayant éloigné Sainte-Beuve de Michelet, le premier, rallié à l’Empire, épicurien et sceptique ; le second, idéaliste fougueux, fervent républicain et patriote, qui n’a jamais pu se consoler des revers de 1870. Un des chagrins de Levallois était de n’avoir pu rapprocher ces deux caractères, « faits, disait-il, pour se comprendre, et que seuls des malentendus avaient séparés. » Malgré leur brouille, Levallois avait continué à entretenir des rapports affectueux avec l’un et l’autre. La veuve de Michelet, qui appréciait sa manière, lui a même confié la tâche de terminer l’Histoire de France de Michelet, de 1814 à 1900 .
Sa ville natale, qu’il affectionnait et qu’il avait qualifiée de « ville-musée », lui a inspiré quelques heureux passages, notamment une belle page de philosophie historique publiée en 1860 dans l’Almanach des Normands. Levallois, qui était également chansonnier, a composé de 1860 à 1895 environ, quantité de chansons de circonstance, souvent très spirituelles et très amusantes, qu’il chantait lui-même fort gentiment, mais qu’il n’a jamais réuni en volume, à l’exception d’un recueil contenant neuf chansons intitulé les Contemporains chantés par eux-mêmes. Chansons, Paris, Librairie internationale, Lacroix, Verboeckoven et Cie, 1868, in-18, 34 p. Une de ses chansons, qui ne figure pas dans ce recueil a été reproduite ou citée par Hector Malot dans un de ses derniers romans. 
Républicain de longue date, Jules Levallois avait refusé de se laisser décorer par l’Empire. « Raison de plus pour que nous le décorions protestait ledit ministre. C’est à la République à acquitter cette dette. Seulement pas maintenant ! j’ai aujourd’hui besoin de toutes mes croix à cause des élections, et je ne puis les gaspiller avec des littérateurs. » La mort est venue avant la croix.
Fidèle à ses amis, fidèle à ses idées, il a dû à sa bonne fortune d’échapper à l’envahissante politique. Une fois, pourtant, le 4 septembre, au coin d’une rue, Vermorel, se rendant à l’Hôtel de Ville, lui offre une préfecture. Levallois sourit et, le lendemain, au grand matin, adresse à Vermorel sa démission motivée. Il est mort à Pontaubault, où il allait chaque année passer la saison d’été.

## Ouvrages

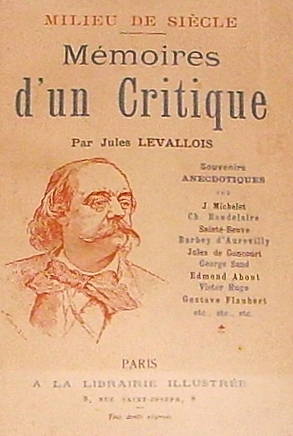
Mémoires d’un critique (1896).

## Jugements
« M. Jules Levallois a longtemps publié dans l'Opinion nationale de longs articles pour lesquels il se donnait un mal infini. Il lisait jusqu'à trois fois les livres dont il avait à parler. Il prenait une quantité de notes, réfléchissait, comparait, consultait ses amis. Et, en fin de compte, il accouchait d'une étude parfaitement honnête, mais parfaitement médiocre. Je n'ai jamais lu d'articles plus lourds, plus indigestes. Ajoutez qu'ils étaient vides. Impossible d'en tirer une idée neuve. Cela se développait gravement ; On aurait dit M. Prudhomme tirant de sa poche un mouchoir immense et finissant de se moucher dans un coin, avec majesté. M. Jules Levallois, un excellent homme au fond, combattait par tempérament toutes les tentatives originales. Il représentait la bourgeoisie dans la critique. Et le plus étonnant est que le même homme était un chansonnier fort gai, dont je connais des chansons charmantes. »